# Soixki
Soixki (en rus: Сошки) és un poble de l'óblast de Lípetsk, a Rússia, que el 2013 tenia 1.787 habitants. Pertany al districte rural de Griazi.